# Palma Campania
Pour les articles homonymes, voir Palma.
Palma Campania est une commune de la ville métropolitaine de Naples, dans la région Campanie, en Italie.

## Administration
| Période                                  | Période | Identité         | Étiquette | Qualité |
| ---------------------------------------- | ------- | ---------------- | --------- | ------- |
|                                          |         | Vincenzo Carbone |           |         |
| Les données manquantes sont à compléter. |         |                  |           |         |

### Hameaux
Pozzoromolo, Vico di Palma, Castello di Palma.

### Communes limitrophes
Carbonara di Nola, Domicella, Lauro, Liveri, Nola, Poggiomarino, San Gennaro Vesuviano, San Giuseppe Vesuviano, Sarno, Striano, Ottaviano.